# Neomuscina mexicana
Neomuscina mexicana är en tvåvingeart som först beskrevs av Macquart 1843.  Neomuscina mexicana ingår i släktet Neomuscina och familjen husflugor. Inga underarter finns listade i Catalogue of Life.